# 케이프그리스복
케이프그리스복(Raphicerus melanotis)은 소과에 속하는 작은 영양의 일종으로 남아프리카공화국 올버니와 세더버그 사이의 웨스턴케이프 주 지역에서 서식한다.